# Port de l'Embouchure

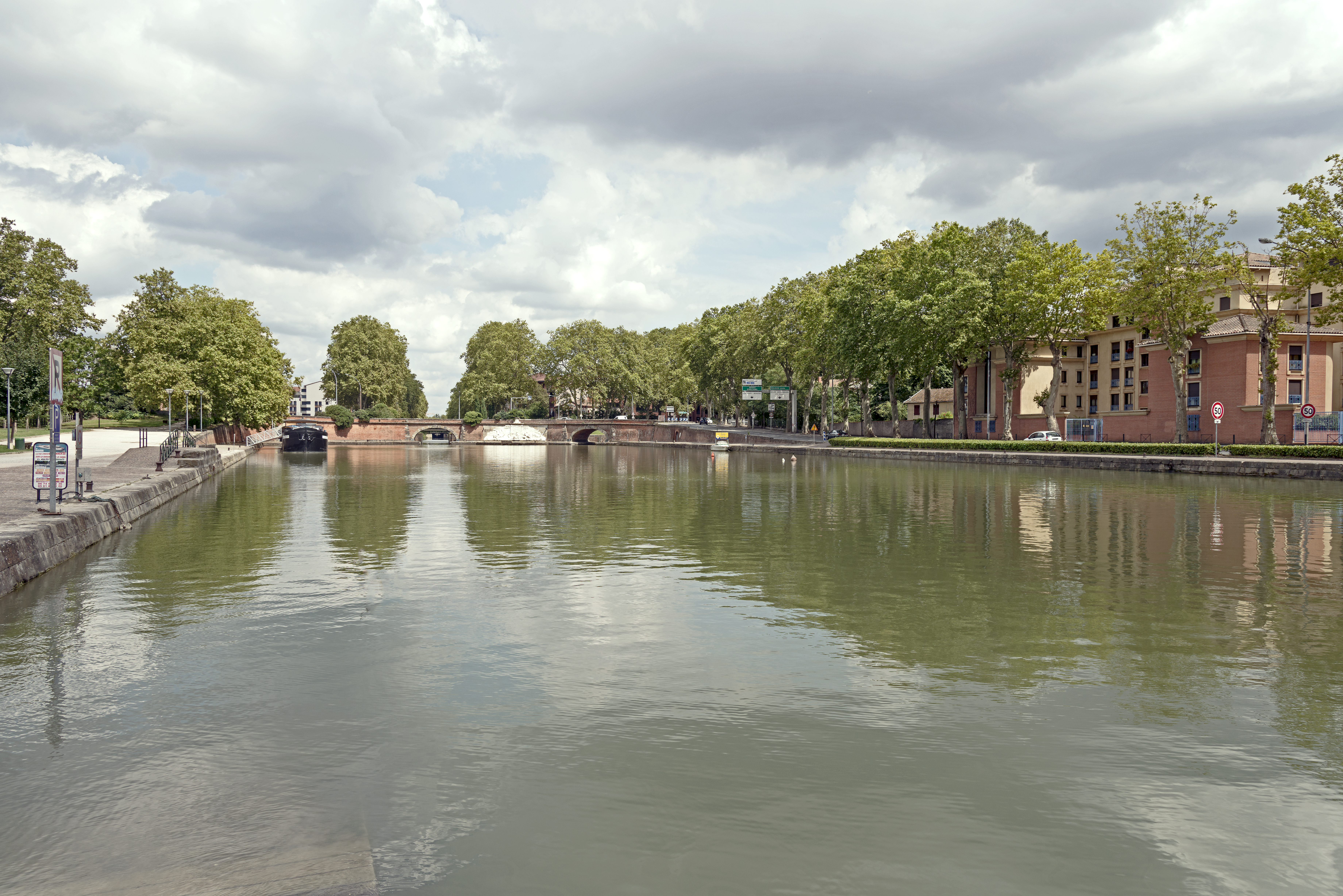
Port de l'Embouchure

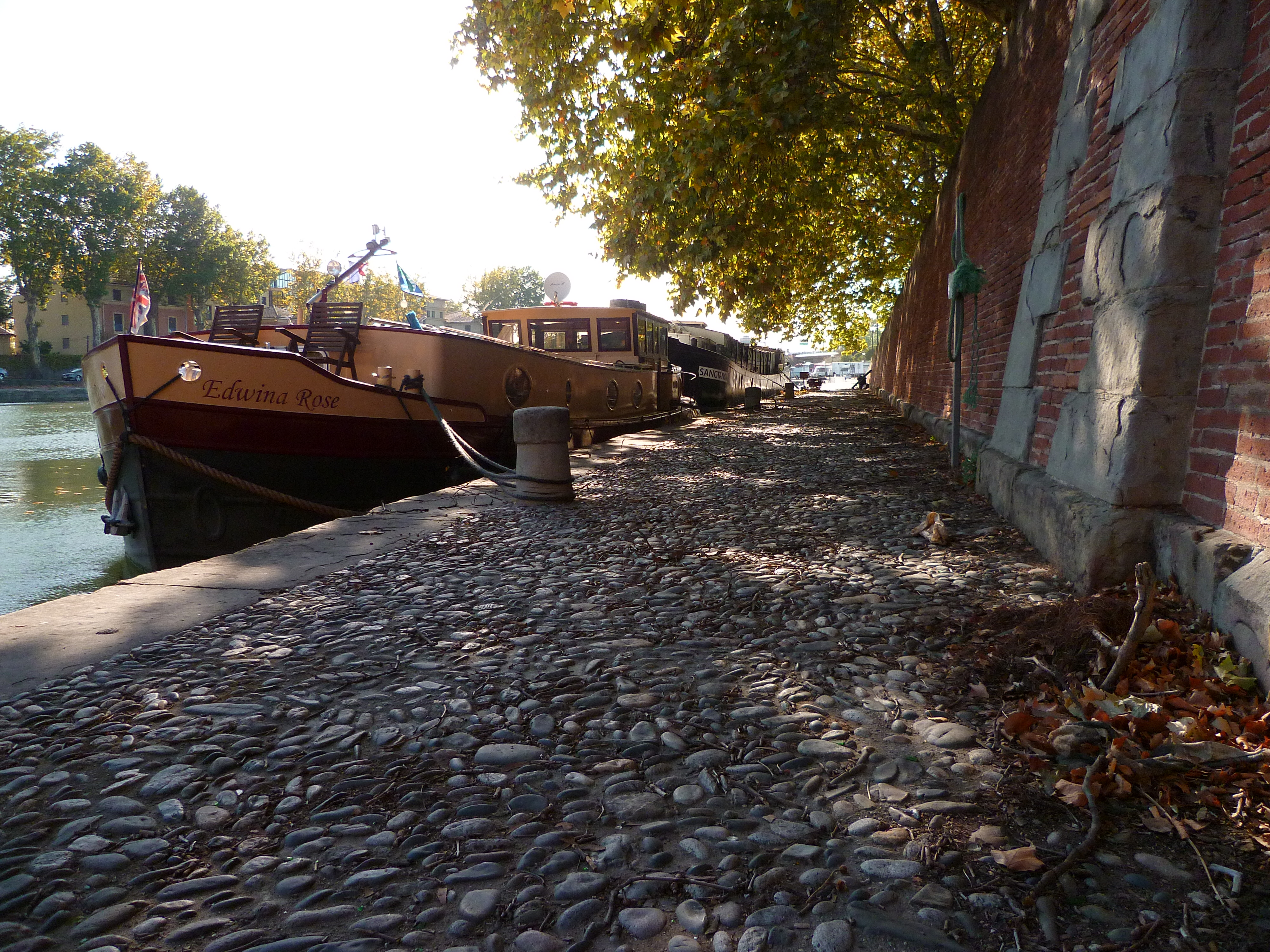

El puerto de la Embocadura (en francés: Port de l'Embouchure es un pequeño embalse o estanque artificial construido en la ciudad francesa de Toulouse en 1681 para permitir enlazar el canal del Midi con el río Garona.

## Historia
Inaugurado en 1681 en el barrio tulusano de Sept-Deniers el Port de l'Embouchure se diseñó originalmente como la última etapa del Canal del Midi antes de desembocar en el río Garona. Se trataba de una balsa de agua con descargaderos a ambos lados en cuyo extremo se encontraba la sexagésimo cuarta y última esclusa del canal.
Sufrió su primera modificación en 1768 cuando por orden del cardenal Loménie de Brienne, arzobispo de Toulouse, se decidió la construcción del canal que lleva su nombre. Este segundo canal, originariamente llamado de Saint Pierre por desembocar junto a la iglesia homónima permitía la navegación entre los puertos del centro urbano (Garaud, Daurade, Saint-Pierre) y el Canal del Midi, hasta entonces aislados por la caída de agua del Bazacle.
La conexión entre el puerto y los dos canales se produce bajo los llamados Puentes Gemelos (Ponts-Jumeaux), obra del ingeniero Joseph-Marie de Saget y se vio ensalzada a partir de 1775 por un bajo relieve en mármol de Carrara esculpido por el artista François Lucas, miembro fundador de la Real Academia de Bellas Artes de Toulouse.
Ya en el siglo siguiente y en plena Revolución industrial el gobierno francés quiso asegurar la comunicación entre los dos mares sin exponerse a las variaciones estacionales del flujo de la Garona. Para ello construyó el Canal lateral de la Garona que fue también a desembocar al Port de l'Embouchure. Pese a ser ahora 3, los Pont Jumeaux no perdieron su apelativo que pasó incluso a denominar al barrio que los rodea.
Ya finalmente en los años 1970 ante la diferencia de importancia entre el tráfico fluvial y el de vehículos la esclusa que unía el puerto al río fue suprimida para dar paso a las obras de La Rocade, periférico de ciudad. El agua sigue uniendo puerto y río pero ahora lo hace de forma subterránea bajo la autovía y la navegación que quiera acceder a la Garona debe hacerlo vía el canal lateral de la misma.